# Eva-Maria Höhle
Eva-Maria Höhle (geborene Zimmermann; * 16. März 1948 in Helmstedt) ist eine österreichische Kunsthistorikerin.

## Leben
1960 übersiedelte Eva-Maria Höhle anlässlich der Eheschließung ihrer Mutter mit dem österreichischen Manager Rudolf Köck nach Wien, wo sie die in Schöningen und Hannover begonnene Schulausbildung von 1960 bis 1966 am Humanistischen Gymnasium Wasagasse fortsetzte und 1966 mit der Matura abschloss. Von 1966 bis 1975 studierte sie an der Universität Wien Kunstgeschichte und klassische Archäologie und promovierte 1975 zum Dr. phil.
Nach erster beruflicher Tätigkeit als wissenschaftliche Hilfskraft an der Universität Wien (1971 bis 1975) wurde sie dort Assistentin und wechselte 1977 in das Bundesdenkmalamt, zunächst in das Landeskonservatorat für Wien. 1990 wurde sie zur Landeskonservatorin für Wien ernannt, 2002 zur Generalkonservatorin der Republik Österreich, was sie bis zu ihrer Pensionierung im Jahr 2010 blieb.
Höhle war von 1990 bis 2002 Mitglied des Altstadterhaltungsfonds (ad functionam), 2006–2010 (Gründungs)Mitglied des European Heritage Heads Forum (EHHF) (ad functionam) und von 2005 bis 2009 Mitglied in einem internationalen Berater-Gremium für die Vorbereitung der Landesgräflichen Parks in Kassel zum Weltkulturerbe. Sie ist seit 1992 Vorstandsmitglied der Sigmund-Freud-Gesellschaft und ab 2001 Mitglied der Wiener Restitutionskommission (ad personam seit ihrem Bestehen). Außerdem übernahm sie seit 2003 eine Lehrtätigkeit an der Donau-Universität Krems. Von 2007 bis 2011 war sie Präsidentin des Wiener Gitarrefestivals. Sie hat seit 2003 Sitz und Stimme im Aufsichtsrat der Sigmund-Freud-Privatstiftung und ist seit 2008 Präsidentin der Sigmund-Freud-Gesellschaft.
Höhle lebt in Wien und Gars am Kamp. Ihr Schwager ist der Jurist Peter Rummel, ihr Neffe der Cellist Martin Rummel.

## Restaurierungen
In die Zeit der Tätigkeit als Landeskonservatorin fielen eine Reihe von exemplarischen, international beachteten Restaurierungen, die mit technologischen und methodischen Innovationen verbunden waren und bei denen Eva-Maria Höhle eine führende Rolle spielte:
- Schloss Schönbrunn (u. a. Außenrestaurierung, Millionenzimmer, Kleine Galerie, Bergl-Zimmer, Gisela-Appartements, Gloriette, Römische Ruine, Obeliskbrunnen, Neptunbrunnen, Heckenwände im großen Parterre des Parks, Tierpark)
- Schloss Belvedere: u. a. gesamte Außenrestaurierung
- Hofburg: u. a. Großer und Kleiner Redoutensaal nach der Brandkatastrophe von 1992, Schauräume, Albertina.
- Schloss Neugebäude: erste groß angelegte Bauforschung in Österreich
- Sicherungsarbeiten: Palais Kinsky, Palais Liechtenstein, Palais Harrach, Palais Schwarzenberg, Palais Coburg
- St. Stephan: Westportalanlage (Riesentor) mit wissenschaftlicher Erforschung einschließlich archäologischer und bauhistorischer Untersuchungen, Südturm, Grabmal Rudolf des Stifters, Wiener Neustädter Altar.
- die drei großen barocken Kuppelkirchen Wiens und andere Gesamtrestaurierungen: Peterskirche, Karlskirche, Salesianerinnenkirche, Steinhofkirche, Steinhof mit Theater, Krankenpavillons, Minoritenkirche (außen), Maria am Gestade, Schottenkirche, Kirche am Hof, Votivkirche (methodische und ökonomische Vorbereitung und Beginn der Arbeiten), Altlerchenfelder Pfarrkirche (außen und innen).
- weitere Restaurierungen und Generalsanierungen: Campus der Universität Wien im Alten AKH, Hofstallungen und MuseumsQuartier, (Gesamt)Restaurierungen im Ringbereich (u. a. Universität, Parlament mit Palais Epstein, Burgtheater, Kunst- und Naturhistorisches Museum, Wiener Musikverein, Wiener Konzerthaus, Bauten von Otto Wagner, Adolf Loos), systematische Generalsanierungen von Gemeindebauten der Zwischenkriegszeit („Wiener Superblocks“)

Eva-Maria Höhles Tätigkeit als Generalkonservatorin war neben den üblichen Aufgaben („oberste fachliche Instanz in allen Fragen der Denkmalpflege“) von einigen Sonderaufgaben und Problemen geprägt:
- Leitbildprozess im Bundesdenkmalamt
- Leitung eines internationalen Arbeitskreises (15 Nationen) im Rahmen der bei der EU-Präsidentschaft angesiedelten Arbeitsgruppe zur Moblity von Kunstwerken
- European Heritage Heads Forum (EHHF) – Organisation des European Heritage Days 2009 in Wien und Bratislava (29 Nationen)
- Erbe verweigert – Initiative und Durchführung eines internationalen Symposiums zu den NS-Hinterlassenschaften in Österreich gemeinsam mit dem Architekturzentrum Wien
- mediale Präsenz im Zusammenhang mit der Ausfuhr von Kunstobjekten für Ausstellungszwecke, besonders betreffend Arbeiten von Albrecht Dürer, Jan Vermeer, Egon Schiele, Gustav Klimt.

Sie ist Verfasserin von Publikationen zu Themen und zur Methodik der Kunstgeschichte sowie der Denkmalpflege.

## Auszeichnungen
- 2010 Österreichisches Ehrenkreuz für Wissenschaft und Kunst I. Klasse